# 카스트로 요새
엘 카스트로 요새(Fortress of El Castro)는 스페인 비고에 위치한 요새로, 1665년 스페인 제국에 의해 지어졌다. 이는 포르투갈 복원 전쟁 당시 영국군의 잠재적인 공격으로부터 지역을 방어하기 위해 지어진 것이다.
비고의 방어 시스템은 같은 이름의 언덕에 건설된 요새인 O Castro와 San Sebastián 요새와 함께 성벽으로 이루어져 있었다. 도시의 지형으로 인해 성벽은 불규칙한 모양을 가졌으며, 이 두 요새를 연결하기 위해 스페인 육군 장교인 페르난도 데 고우라난베르게 대령과 디에고 아리아스 타보아다 마에스트레 드 캄포가 건설했다. 그러나 이 도시를 보호하기 위한 노력에도 불구하고, 당시의 문서들은 이 방어 시스템이 효과적이지 못했다고 말하고 있다. 해안을 따른 상륙을 방어하지 못했기 때문이다.
스페인 왕위 계승 전쟁 동안 요새는 1702년 10월 23일부터 24일까지 벌어진 비고 만 해전에서 활약했다. 영국 왕립 해군과 네덜란드 해군이 합동하여 프랑스와 스페인 해군 일부를 공격하고 패배시켰던 전투였다. 또한, 1719년 10월 10일 사대동맹 전쟁 중에는 비고와 포인테베드라의 점령 과정의 일환으로 영국군에게 점령되었다. 1809년에는 반도 전쟁 중에 프랑스 제국군에 의해 요새가 점령되었는데, 그 해 3월 28일에 비고 시민들의 봉기 덕분에 스페인군은 요새를 되찾을 수 있었다. 그 결과로 비고는 다음 해에 "충실하고 충성스럽고 용감한 비고 도시"라는 명예로운 호칭을 받게 되었다.
요새는 아름다운 정원, 넓은 공간, 분수, 그리고 특권적인 전망으로 인해 현재 비고에서 산책을 즐기는 사람들에게 선호되는 장소 중 하나이다.

## 갤러리

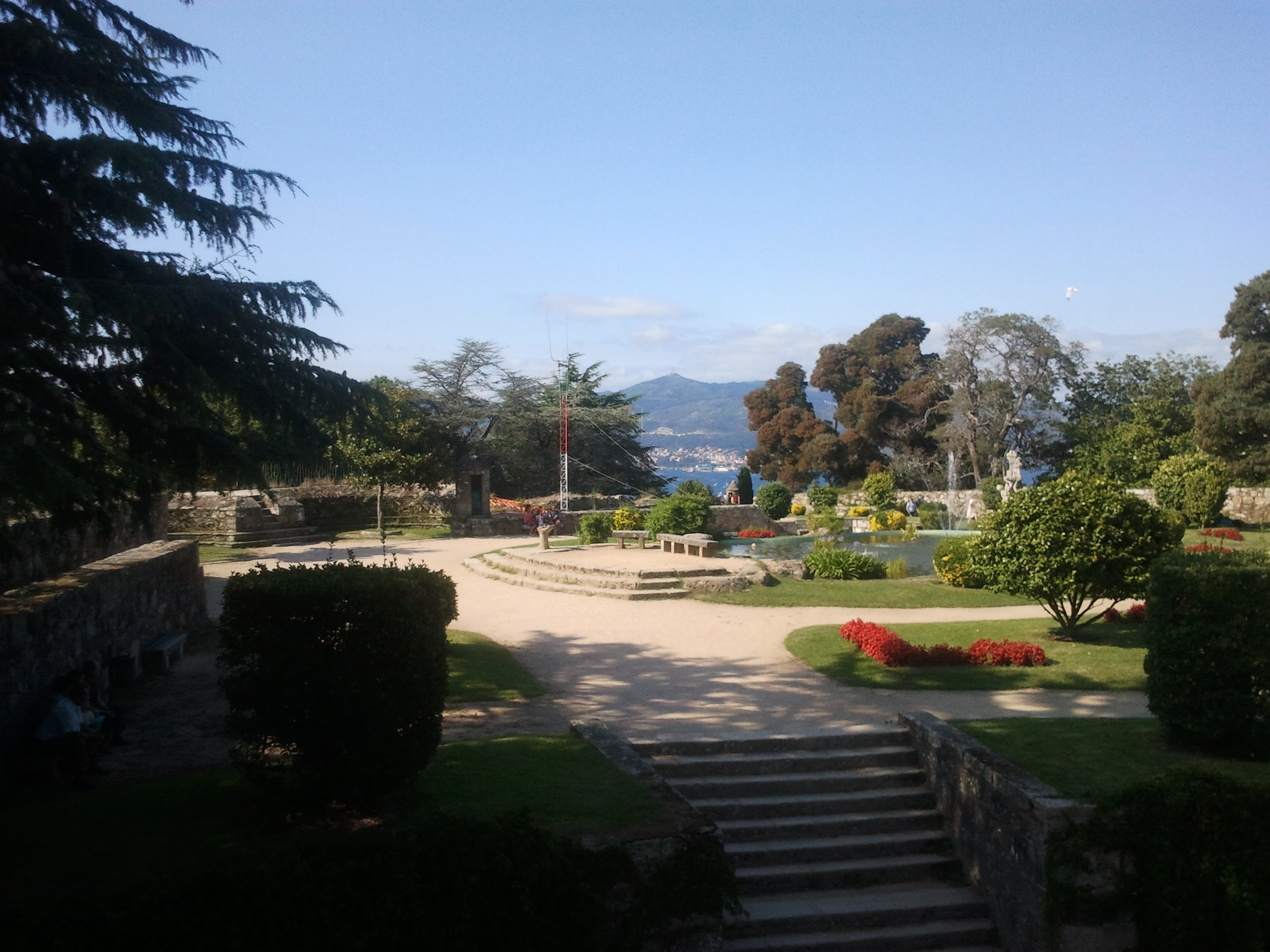
내부 정원의 일부
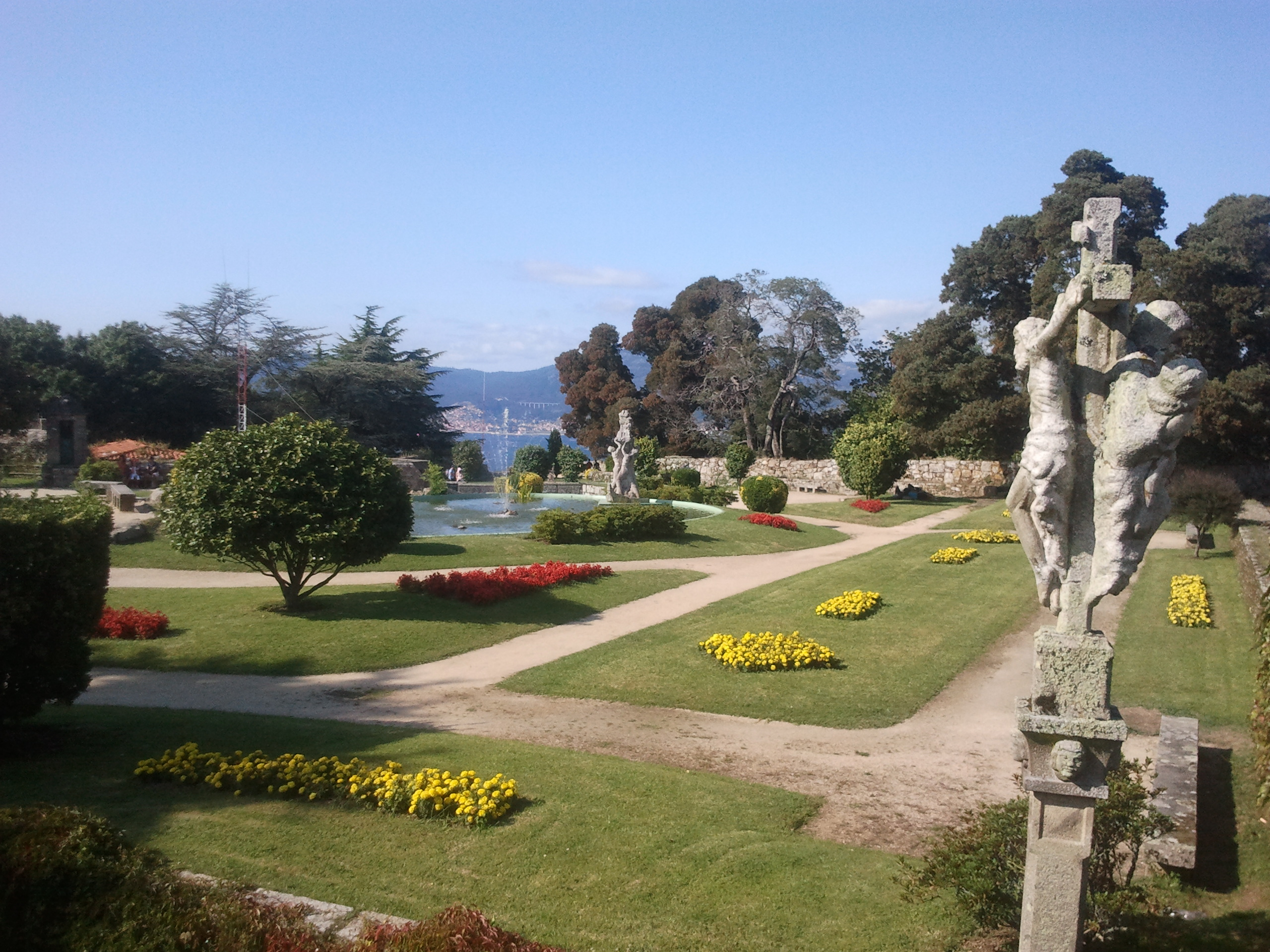
내부 정원의 일부와 분리의 "크루세이로"
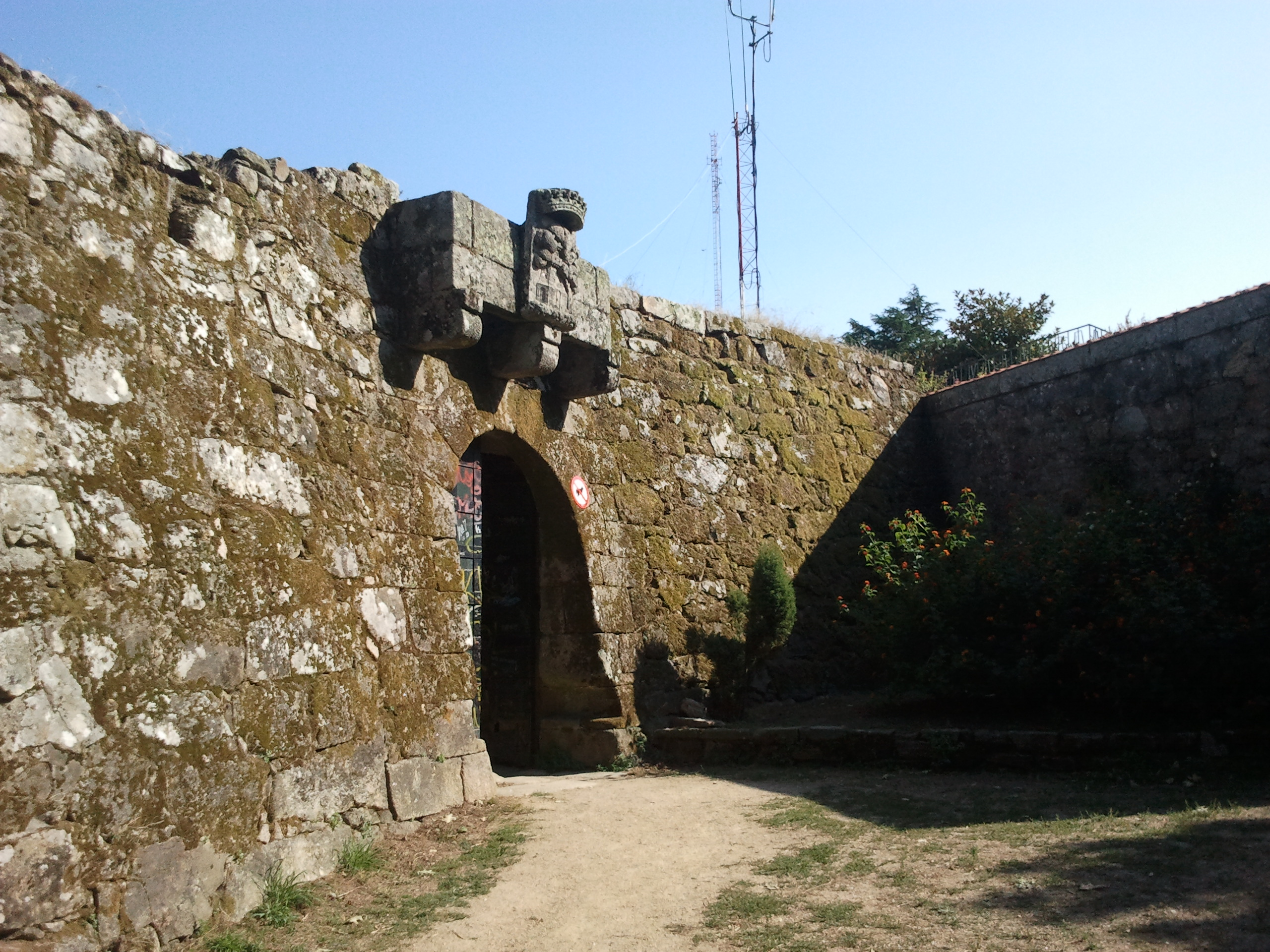
두 번째 벽의 특별한 하나
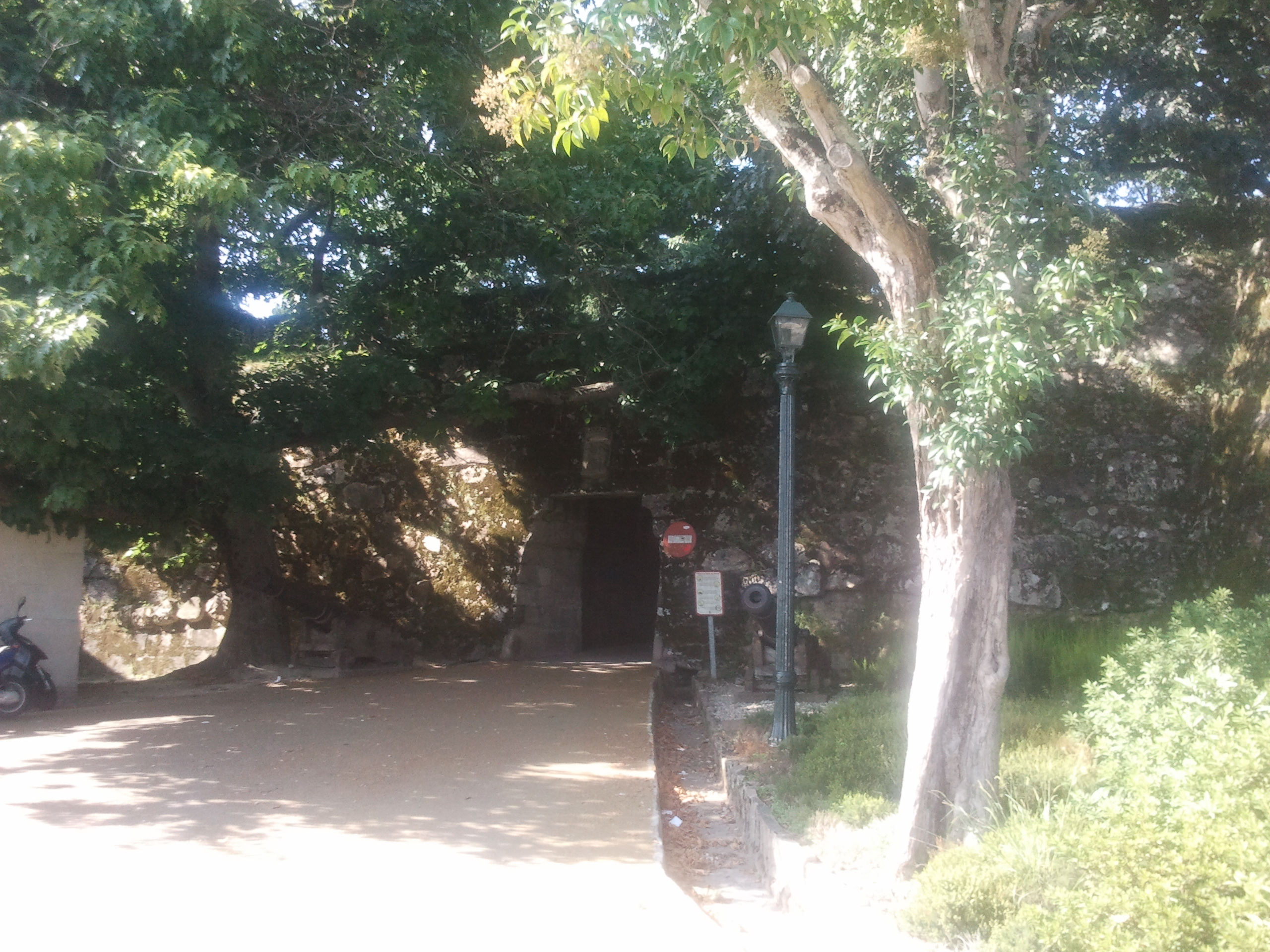
첫 번째 벽의 항목 중 하나